# Elattostachys
Elattostachys es un género de 13 árboles perteneciente a la familia Sapindaceae. Se encuentran en Filipinas, Indonesia, Nueva Guinea, Australia y las islas del Océano Pacífico. 
Una especie, E. xylocarpa es conocida como el tamarindo blanco, mientras que otro, E. nervosa se le conoce como árbol de remolacha. Aunque muchos miembros de la familia Sapindaceae se los conoce en Australia como tamarindo, no tienen relación alguna con el verdadero tamarindo, que es miembro de la familia Fabaceae. 

## Especies
- Elattostachys falcata (Seem.) Radlkofer
- Elattostachys nervosa
- Elattostachys xylocarpa